# Bartolomé Jaimes
Bartolomé Jaimes (Ayamonte, Huelva, c. 1522 - 14 de noviembre de 1603) fue un noble español que sirvió en la conquista de Perú, Chile y Tucumán.  Participó en la fundación de la ciudad de Córdoba por Jerónimo Luis de Cabrera. 

## Biografía
Nació en Ayamonte, Huelva (España), hijo de Alonso González Jaimes y Marina Sánchez, perteneciente a una familia noble originaria de Andalucía. 
Jaimes tuvo una activa participación en la conquista española de América. Posiblemente llegó al Perú alrededor del año 1540. En 1547, había participado en la Batalla de Huarina, al mando del general Diego Centeno contra las huestes de Gonzalo Pizarro.  Acompañó a Pedro de Valdivia en la Conquista de Chile y participó en la Guerra de Arauco. 
Bartolomé Jaimes también participó de la Conquista de Tucumán,  y asistió a la fundación de Santiago del Estero por Francisco de Aguirre en 1553,  y de Córdoba por Jerónimo Luis de Cabrera. Se desempeñó como alcalde de Córdoba en 1581,  y fue electo regidor del cabildo en 1575, 1577, 1579 y 1584.  Su último cargo público destacado fue el de Fiel Ejecutor en 1590 y 1599. 
El 17 de mayo de 1579, Jaimes recibió mercedes de tierras en Córdoba,  incluyendo la aldea de Ansenuza,  y Caroya, donde solicitó permiso para establecer una estancia ganadera.  Hizo testamento el mismo día de su muerte, el 14 de noviembre de 1603, siendo enterrado en la Catedral de Nuestra Señora de la Asunción (Córdoba). 

## Familia
Bartolomé Jaimes estuvo casado cuatro veces con mujeres nativas de América del Sur. Sus esposas Catalina y Ana, eran mapuche, e Isabel, nacida en Catamarca, era de origen diaguita. Su última esposa fue Luisa Martín, india mestiza, hija de Alonso Martín del Arroyo, político español, quien se desempeñó como procurador de Santiago del Estero. 
Su descendiente, Antonio Jaimes (nacido en Córdoba) fue el fundador de la familia Jaime en Buenos Aires. En 1692 contrajo matrimonio en la Catedral de Buenos Aires con María de la Rosa Fernández, nacida en Buenos Aires.  Su hijo, Juan Jaimes Fernández, estaba casado con Juana Chiclana Navarro,  hija de Diego Chiclana (soldado) y Luisa Navarro Estebáñez de Cevallos, perteneciente a una familia noble porteña de origen vasco (pariente de Coutinho de Mendoza). 
Antonio Jaimes sirvió como soldado del fuerte de Buenos Aires en las décadas de 1690 y 1710.  Posiblemente fuera bisnieto de Juan Maldonado y Lucía González Jaimes Díaz (hija de Bartolomé Jaimes).  Su nieta, Josefa Lucía Jaimes Chiclana, estaba casada con José Antonio Roberto.  Esta familia (Roberto Jaimes) estaba relacionada con numerosas familias argentinas,  incluida la familia de Casimiro Alegre,  alcalde y capitán de milicias de San Vicente, Buenos Aires. 
Su descendiente más renombrado (línea indirecta) fue Domingo Faustino Sarmiento, presidente de la República Argentina entre 1868 y 1874.  El apellido Jaimes o Jaime es originario de Aragón.  Fuentes antiguas indicaban que el apellido procedía del caballero Ruiz Pérez de Jaimes (descendiente de Jaime I de Aragón ), que había participado en la Guerra de Granada. 